# 梨园街道 (龙井市)
梨园街道，是中华人民共和国吉林省延边朝鲜族自治州龙井市下辖的一个乡镇级行政单位。2021年11月18日设立，辖区范围东至智新镇、龙门街道，南至智新镇，西至龙井市与和龙市交界处，北至老头沟镇、龙井市与延吉市交界处，辖区面积43.72平方千米，辖原龙门街道的河西社区（海兰西路以南及海兰河以西区域）以及原智新镇的龙池、维新、梨园、凤林共5个社区。行政区划代码为222405005。

## 行政区划
梨园街道下辖以下地区：
河西社区（海兰西路以南及海兰河以西区域）、龙池、维新、梨园、凤林共5个社区。